# Championnat de Côte d'Ivoire de football de deuxième division 2004
Navigation
Saison précédente Saison suivante
La saison du Championnat de Côte d'Ivoire de football D2 2004 est la 46e édition de la deuxième division.

## Premier stage
Zone 1
- Vallée Athlétic d'Adjamé
- Omness Dabou
- Espoir de Koumassi
- RC Koumassi
- US Koumassi
- SELAF
- Oryx FC Yopougon

| Rang | Équipe                   | Pts | J  | G | N | P | Bp | Bc | Diff |
| ---- | ------------------------ | --- | -- | - | - | - | -- | -- | ---- |
| 1    | Espoir de Koumassi       | 23  | 11 | 7 | 2 | 2 | 16 | 8  | +8   |
| 2    | US Koumassi P            | 21  | 11 | 6 | 3 | 2 | 13 | 5  | +8   |
| 3    | Vallée Athlétic d'Adjamé | 21  | 11 | 6 | 3 | 2 | 14 | 9  | +5   |
| 4    | RC Koumassi              | 15  | 12 | 4 | 3 | 5 | 17 | 13 | +4   |
| 5    | Oryx FC Yopougon         | 11  | 11 | 3 | 2 | 6 | 13 | 23 | -10  |
| 6    | Omness Dabou             | 9   | 11 | 2 | 3 | 6 | 11 | 18 | -7   |
| 7    | SELAF                    | 8   | 11 | 2 | 2 | 7 | 14 | 22 | -8   |

Zone 2
- Lagoké Daloa
- AS Divo
- SC Gagnoa
- Issia Wazy
- AS Sempa
- AC Sinfra
- Yokolo FC

| Rang | Équipe       | Pts | J  | G | N | P  | Bp | Bc | Diff |
| ---- | ------------ | --- | -- | - | - | -- | -- | -- | ---- |
| 1    | SC Gagnoa    | 28  | 11 | 9 | 1 | 1  | 26 | 7  | +19  |
| 2    | Issia Wazy   | 22  | 11 | 6 | 4 | 1  | 24 | 10 | +14  |
| 3    | AC Sinfra    | 18  | 11 | 5 | 3 | 3  | 18 | 12 | +6   |
| 4    | Lagoké Daloa | 18  | 11 | 5 | 3 | 3  | 15 | 12 | +3   |
| 5    | AS Sempa     | 14  | 11 | 4 | 2 | 5  | 12 | 10 | +2   |
| 6    | Yokolo FC    | 7   | 10 | 2 | 1 | 7  | 12 | 26 | -14  |
| 7    | AS Divo      | 0   | 11 | 0 | 0 | 11 | 6  | 42 | -36  |

Zone 3
- ASI d'Abengourou
- Rio Sports d'Anyama
- RC Bettié
- Sacraboutou Sports
- RFC Daoukro
- AS Tanda

| Rang | Équipe                | Pts | J  | G | N | P | Bp | Bc | Diff |
| ---- | --------------------- | --- | -- | - | - | - | -- | -- | ---- |
| 1    | ASI d'Abengourou      | 21  | 10 | 6 | 3 | 1 | 22 | 5  | +17  |
| 2    | Rio Sports d'Anyama R | 19  | 10 | 5 | 4 | 1 | 15 | 6  | +9   |
| 3    | RFC Daoukro R *       | 18  | 9  | 5 | 3 | 1 | 13 | 11 | +2   |
| 4    | Sacraboutou Sports    | 13  | 10 | 4 | 1 | 3 | 10 | 11 | -1   |
| 5    | RC Bettié             | 9   | 10 | 3 | 0 | 7 | 6  | 13 | -7   |
| 6    | AS Tanda              | 1   | 9  | 0 | 1 | 8 | 2  | 27 | -25  |

[*] Comme punition pour organiser leur victoire 20-0 de l'AS Tanda, le RFC Daoukro est relégué en troisième niveau. Il fait appel de cette décision. En appel, il est condamné à jouer au troisième niveau jusqu'en 2006.
Zone 4
- Botro FC
- Hiré FC
- SO Armée
- RFC Yamoussoukro
- US Yamoussoukro
- Toumodi FC

| Rang | Équipe           | Pts | J  | G | N | P | Bp | Bc | Diff |
| ---- | ---------------- | --- | -- | - | - | - | -- | -- | ---- |
| 1    | SO Armée R       | 25  | 10 | 8 | 1 | 1 | 34 | 9  | +25  |
| 2    | Toumodi FC R     | 24  | 10 | 8 | 0 | 2 | 23 | 9  | +14  |
| 3    | Hiré FC P        | 14  | 10 | 4 | 2 | 4 | 13 | 19 | -6   |
| 4    | RFC Yamoussoukro | 11  | 10 | 3 | 2 | 5 | 12 | 19 | -7   |
| 5    | US Yamoussoukro  | 8   | 10 | 2 | 2 | 6 | 10 | 16 | -6   |
| 6    | Botro FC         | 5   | 10 | 1 | 2 | 7 | 5  | 23 | -18  |

## Deuxième stage
Groupe A
| Rang | Équipe              | Pts | J | G | N | P | Bp | Bc | Diff |
| ---- | ------------------- | --- | - | - | - | - | -- | -- | ---- |
| 1    | Issia Wazy          | 9   | 3 | 3 | 0 | 0 | 12 | 0  | +12  |
| 2    | Toumodi FC          | 4   | 3 | 1 | 1 | 1 | 2  | 2  | 0    |
| 3    | Espoir de Koumassi  | 1   | 2 | 0 | 1 | 1 | 1  | 7  | -6   |
| 4    | Rio Sports d'Anyama | 0   | 2 | 0 | 0 | 2 | 0  | 6  | -6   |

Groupe B
| Rang | Équipe           | Pts | J | G | N | P | Bp | Bc | Diff |
| ---- | ---------------- | --- | - | - | - | - | -- | -- | ---- |
| 1    | SC Gagnoa*       |     | 3 |   |   |   |    |    |      |
| 2    | SO Armée         |     | 3 |   |   |   |    |    |      |
| 3    | US Koumassi      |     | 3 |   |   |   |    |    |      |
| 4    | ASI d'Abengourou |     | 3 |   |   |   |    |    |      |

[*] Nous savons seulement que le SC Gagnoa est promu.